# Aphaniosoma frontatum
Aphaniosoma frontatum är en tvåvingeart som beskrevs av Wheeler 1961. Aphaniosoma frontatum ingår i släktet Aphaniosoma och familjen gulflugor. Inga underarter finns listade i Catalogue of Life.